# Iglesia de la Asunción (Villaescusa de Palositos)
La iglesia de la Asunción es un antiguo templo católico en ruinas situado en Villaescusa de Palositos (Peralveche, Guadalajara, España). Se encuentra coronando el cerro de la Coronilla, en el que se presupone que hubo un castillete o quizás una atalaya durante la época andalusí.
Es de estilo románico rural y fue construida probablemente entre los siglos XII o XIII. Fue remodelada en los siglos XVI y XVII, en los que se la dotó de un órgano y de un retablo de estilo plateresco con pinturas del siglo XVI. Constituye un singular ejemplo del románico tardío, uno de los más meridionales y por tanto escasos ejemplos en la zona. Pese a la sencillez de sus líneas contiene todas las partes esenciales pertenecientes al estilo románico, como su ábside semicircular o empleo de arcos de medio punto.
Fue incoado el expediente para declararla Bien de Interés Cultural por la Junta de Comunidades de Castilla-La Mancha en 2010 y declarado en junio de 2012. Su rehabilitación y consolidación está prevista para el año 2011 dentro del Plan del Románico de Guadalajara.

## Descripción
Consta de una única nave de planta rectangular de 13 x 9 metros y orientación este-oeste. Construida íntegramente con sillería de buena calidad cuenta con bóveda de cañón dividida en tres tramos: presbiterio sobreelevado recto, ábside semicircular y un pequeño edificio añadido con posterioridad y empleado como sacristía. En la cara sur del templo se sitúa el único acceso y la espadaña.

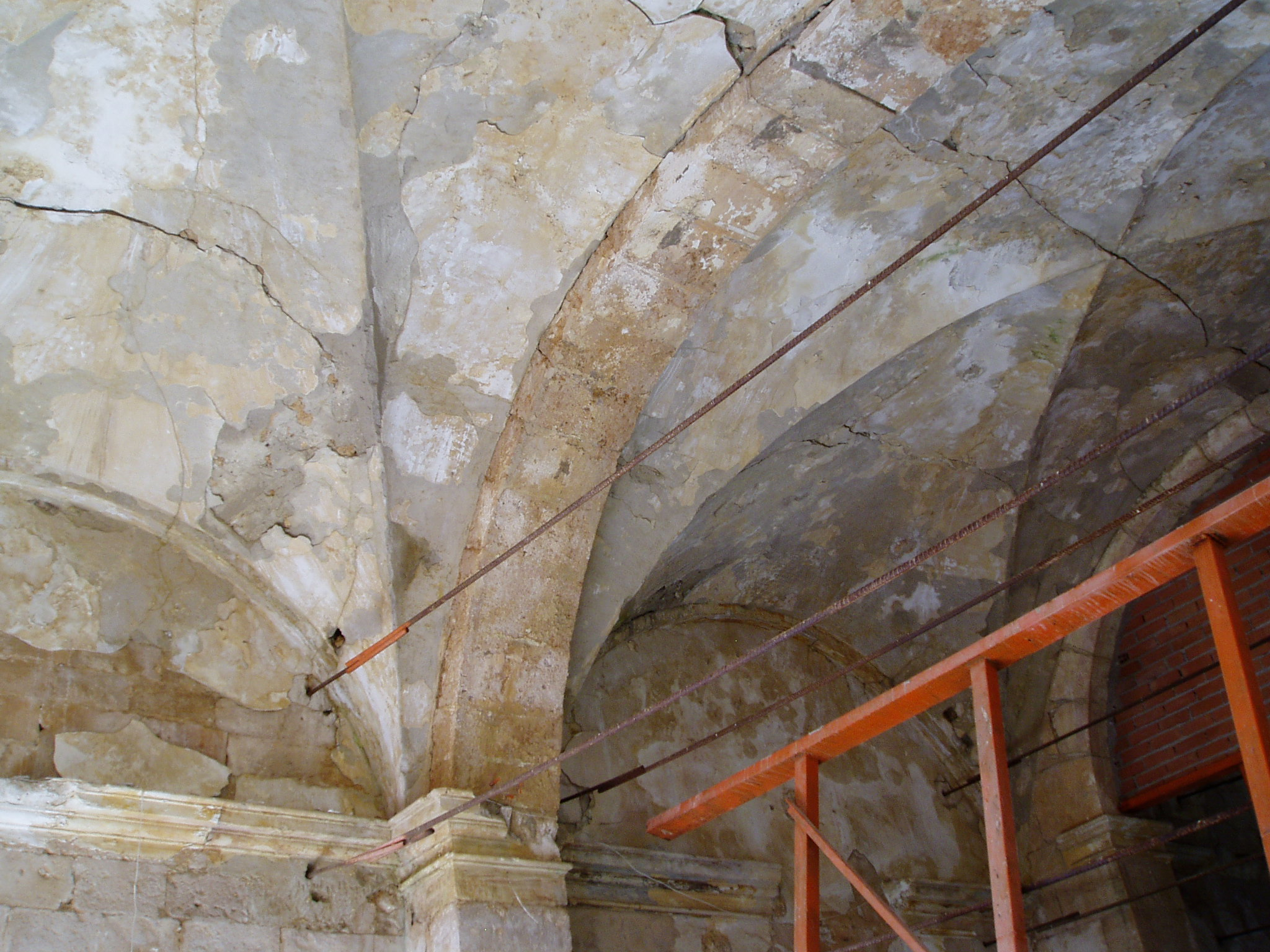
Detalle de las arcos de la nave de la iglesia

La cubierta de la nave era en su origen a dos aguas, de teja árabe, a base de pares y tirantes. Sin embargo, fue retirada en torno al año 2000 con motivo de las obras de consolidación que se realizaron y en que se consideró necesario aligerar el peso de la estructura. Aparte de desmontar la cubierta se apearon los arcos interiores con estructuras metálicas y ladrillo y se atirantaron los muros. Sobre la estructura de cubierta se sujetaba un falso techo de yeso compuesto por arcos fajones que arrancan desde la cornisa remate de las pilastras que dividen la nave en tres tramos.
El presbiterio y el ábside se cubren con bóveda de cañón y cúpula de cuarto de esfera. Las paredes de ambos también de sillería son lisas y carecen de adornos. El coro se cubría con una bóveda de arista.
El paso de la nave al presbiterio se hace mediante un arco de medio punto liso, que descansa sobre pilastras de sillería coronadas por cornisa de yeso. Sobre esta se sitúa otro cornisa idéntica de piedra, que remata los muros del presbiterio y ábside y sirve de arranque a la bóveda y cúpula.

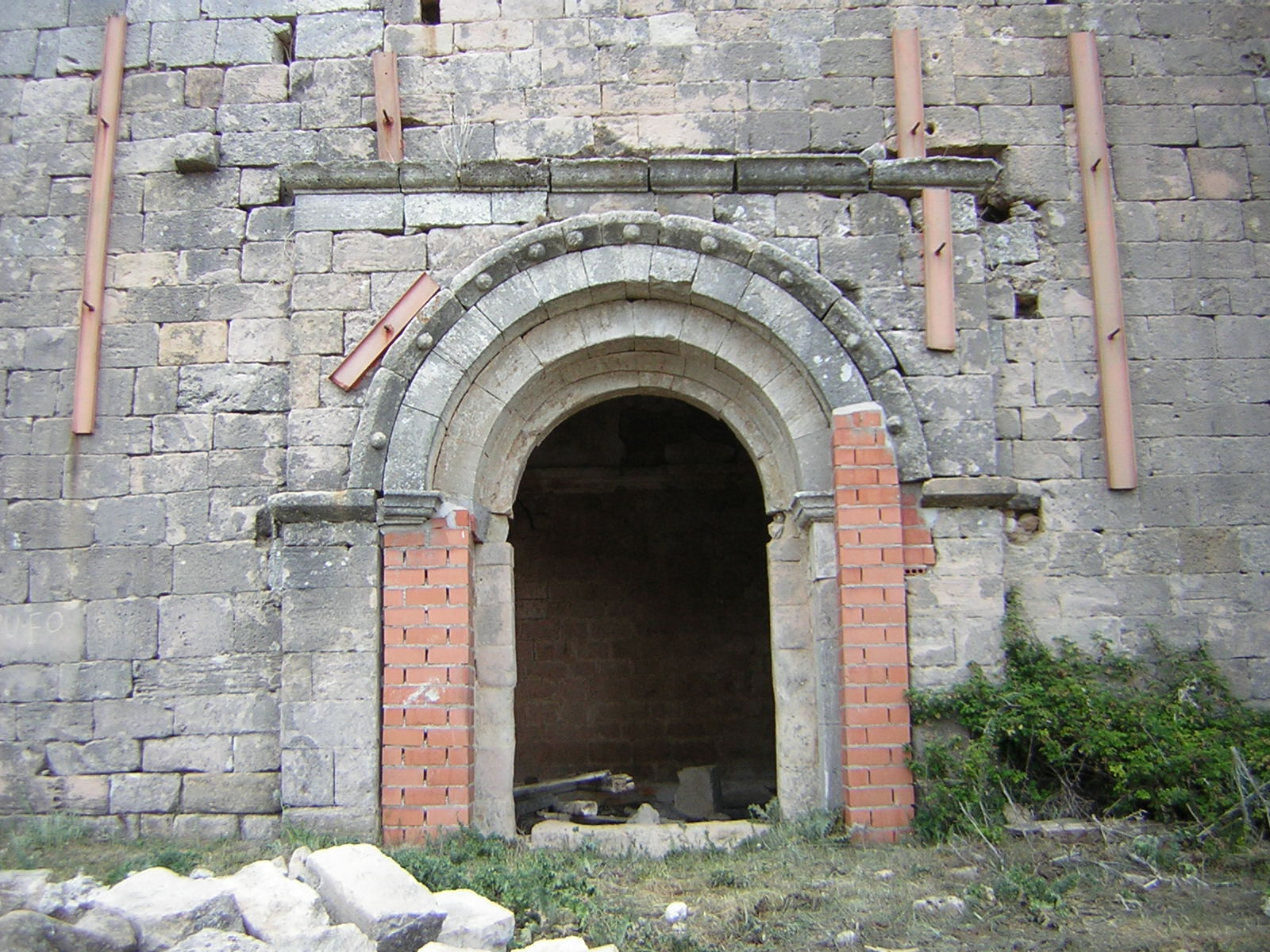
Portada de la iglesia.

Respecto al ábside, cuenta con tres ventanas aspilleradas, actualmente cegadas. Únicamente la del centro cuenta con decoración constituida con tres cordones gruesos que arrancan en basas esquemáticas, formando los exteriores un abocinamiento. Esta ventana se decora en el exterior con una cornisa de gran grosor, semicircular. Las fachadas norte y poniente son ciegas. En el exterior, el ábside se divide en tres tramos mediante semicolumnas lisas rematadas con un achaflanamiento simple. Entre las columnas se abren las ventanas. En la cara exterior del ábside aparecen tres tipos de marcas de cantero: seis en forma de cruz (+), tres en equis (X) y otras tres en A gótica. En la cara sur de la nave una de las piedra cuenta con una inscripción en la que podría poner "Gilem fecit hac eclessiae" (Gilem (Guillermo) hizo esta iglesia).
En la cara sur se sitúa la entrada al templo, en el segundo tramo del muro. Se inserta en un cuerpo que sobresale del muro, formado por un vano semicircular abocinado en profundidad y con un arco externo decorado con bolas lisas y luego otros dos arcos de arista viva que a través de una imposta moldurada apoyan en pilares adosados.
La sacristía, adosada en la cara sur, es de sillarejo y su cubierta es a tres aguas de teja árabe, aunque actualmente se encuentra hundida.
Finalmente la espadaña se forma con dos huecos principales para campanas y otro de menor situado sobre los anteriores.